# Alix (Comic)
Alix (Originaltitel: Alix) ist der Titelheld der gleichnamigen frankobelgischen Comicserie, die Jacques Martin 1948 im belgischen Comicmagazin Tintin begann. Als eine der wenigen Serien aus dieser Zeit wird sie bis heute fortgesetzt. Seit 1956 wurden mehr als sieben Millionen Alben verkauft.

## Handlung
Alix Graccus ist der Sohn eines gallischen Häuptlings, der als Sklave über den Orient nach Rom kommt, wo er aufgrund seiner Tapferkeit von Honorus Galla Graccus adoptiert wird. In der Gunst von Cäsar stehend, wird er für Missionen auserwählt, die ihn bis an die Grenzen der damals bekannten Welt führen. Auf seinen Reisen wird er vom jungen Ägypter Enak begleitet. Mehrfach bekämpft er die Intrigen des verschlagenen Arbaces und dessen Bruders Adrocles.

## Hintergrund
Jacques Martin schrieb und zeichnete die Abenteuerreihe. Seine Nachfolger als Zeichner waren Rafael Morales, Cédric Hervan, Christophe Simon, Ferry, Marco Venanzi und Marc Jailloux. Für den Text waren nacheinander François Maingoval, Patrick Weber, Marco Venanzi, Michel Lafon, François Corteggiani und Géraldine Ranouil zuständig. 
Die Serie erschien zwischen 1948 und 1980 in der belgischen und von 1948 bis 1985 in der französischen Ausgabe von Tintin. Le Lombard begann 1956 mit der Albenausgabe, die 1965 von Casterman weitergeführt wurde. Carlsen und Feest veröffentlichten einen Teil der Alben im deutschen Sprachraum. Die ersten zwei Episoden lieferte Feest in der Reihe Abenteuer Classics nach. Casterman und Kult gaben eine Neuauflage heraus. Von 2017 bis 2019 erschien beim Egmont Ehapa Verlag eine sechsbändige Gesamtausgabe der Reihe, die die ersten 20 Alben umfasst. Kult Comics bringt seit 2021 eine neue Gesamtausgabe, die allen Alben enthalten soll, heraus.
Seit 2013 erscheint beim Splitter Verlag die Sequelserie Alix Senator.

## Alben
- Alix, der Kühne (Bd. 1, 1956)
- Die goldene Sphinx (Bd. 2, 1956)
- Die verfluchte Insel (Bd. 3, 1957)
- Die Tiara des Oribal (Bd. 4, 1958)
- Die schwarze Kralle (Bd. 5, 1959)
- Die verlorenen Legionen (Bd. 6, 1965)
- Der letzte Spartaner (Bd. 7, 1967)
- Das Etruskergrab (Bd. 8, 1968)
- Der zornige Gott (Bd. 9, 1970)
- Iorix, der Große (Bd. 10, 1972)
- Der Prinz vom Nil (Bd. 11, 1974)
- Der Sohn von Spartacus (Bd. 12, 1975)
- Der Geist von Karthago (Bd. 13, 1977)
- Im Rachen des Vulkans (Bd. 14, 1978)
- Der Griechenjunge (Bd. 15, 1980)
- Der Turm zu Babel (Bd. 16, 1981)
- Der Kaiser von China (Bd. 17, 1983)
- Vercingetorix (Bd. 18, 1985)
- Das trojanische Pferd (Bd. 19, 1988)
- O Alexandria (Bd. 20, 1996)
- Die Barbaren (Bd. 21, 1998)
- Der Fall des Ikarus (Bd. 22, 2001)
- Der Jadefluss (Bd. 23, 2003)
- Roma, Roma … (Bd. 24, 2005)
- Es war in Khorsabad (Bd. 25, 2006)
- Der Iberer (Bd. 26, 2007)
- Der Dämon von Pharos (Bd. 27, 2008)
- Die versunkene Stadt (Bd. 28, 2009)
- Das Testament Cäsars (Bd. 29, 2010)
- La Conjuration de Baal (Bd. 30, 2011)
- L’Ombre de Sarapis (Bd. 31, 2012)
- La Dernière Conquête (Bd. 32, 2013)
- Britannia (Bd. 33, 2014)
- Par-delà le Styx (Bd. 34, 2015)
- L’Or de Saturne (Bd. 35, 2016)
- Le Serment du gladiateur (Bd. 36, 2017)
- Veni Vidi Vici (Bd. 37, 2018)
- Les Helvètes (Bd. 38, 2019)
- Le Dieu sans nom (Bd. 39, 2020)
- L’Œil du Minotaure (Bd. 40, 2021)
- La Reine des Amazones (Bd. 41, 2023)
- Le Bouclier d’Achille (Bd. 42, 2023)
- Le Gardien du Nil (Bd. 43, 2024)

## Rezeption
Für Marcel Feige ist Alix trotz „der immensen Textlastigkeit [...] ein Meilenstein französisch-belgischer Comic-Geschichte“. Laut Franco Fossati sei es „dem Autor nicht nur hervorragend gelungen, die politischen und militärischen Gegebenheiten jener Epoche heraufzubeschwören“, er gäbe „auch das Alltagsleben ebenso detailgetreu wie anschaulich wieder“. Andreas C. Knigge hebt einerseits die Detailgenauigkeit und Martins Bemühung um größtmögliche historische Authentizität hervor. Andererseits führt Knigge in seinem Buch Sex im Comic aufgrund des mädchenhaften Aussehens Enaks sowie des Abhängigkeitsverhältnisses zwischen Enak und Alix bei gleichzeitiger Misogynie des Titelhelden den Comic als Beispiel für die Darstellung latenter Homosexualität. Gemeinsam mit Achim Schnurrer behauptet Knigge sogar, dass sich „Martins Ängste vor dem weiblichen Geschlecht [...] in den Träumen seines Helden“ widerspiegelten. Mit Bezug auf die Antike sieht Harald Havas in Alix die „bekannteste [...] Serie“.